# 729 Watsonia
A 729 Watsonia (ideiglenes jelöléssel 1912 OD) a Naprendszer kisbolygóövében található aszteroida. Joel Hastings Metcalf fedezte fel 1912. február 9-én.